# Podwieczorek przy mikrofonie
Podwieczorek przy mikrofonie – audycja radiowa istniejąca od 1936, nadawana regularnie w Programie I Polskiego Radia w latach 1958–1989. Twórcami Podwieczorku byli poeta Roman Sadowski i satyryk Jerzy Baranowski.
Obecnie (2019) wybrane skecze i fragmenty audycji emitowane są w niedzielne przedpołudnia, w ramach programu „Czas Pogody” Zbigniewa Krajewskiego w Programie I oraz w „Powtórce z Rozrywki” Programu III Polskiego Radia.

## Historia
Początki Podwieczorku przypadają na rok 1936. Był to w założeniach program estradowy przystosowany do specyfiki radiowej. Wśród występujących w audycji byli soliści Witold Conti i Wilhelm Korabiowski.
Stałymi konferansjerami byli Zenon Wiktorczyk i Mieczysław Pawlikowski. Zenon Wiktorczyk był także reżyserem, autorem wielu tekstów i wykonawcą. Prowadzili ten program w różnych okresach także: Jan Pietrzak, Tadeusz Ross, Lucjan Kydryński i Eryk Lipiński, a przed wojną Kazimierz Rudzki. Oprawę muzyczną zapewniał Janusz Sent. Przy fortepianie sygnał audycji grał w latach 60. Marian Radzik, a później Czesław Majewski.
Pierwsza powojenna transmisja miała miejsce w lokalu Cafe Fogg w marcu 1945. Pomysłodawcą odnowienia przedwojennej audycji był Andrzej Rumian, który z Janem Zelnikiem byli twórcami powojennej koncepcji programu. Andrzej Rumian był również autorem stałego segmentu pt. „Wiadomości z kraju i ze Świata” Andrzeja Rumiana. Rodzaj parodii oficjalnej PRL-owskiej propagandy. Jan Zelnik był pierwszym reżyserem całości. Audycja nagrywana była w warszawskich kawiarniach, najczęściej w Stolicy i utrzymywana w konwencji kabaretu variete – rozrywkowej mieszanki słowno-muzycznej. Filary programu stanowili wygłaszający satyryczne monologi Marian Załucki oraz postacie: Dziunia Pietrusińska (Hanka Bielicka), sołtys Kierdziołek (Jerzy Ofierski), kierownik Florczak (Wacław Jankowski i Jerzy Bielenia), urzędnik Malinowski (Kazimierz Brusikiewicz), Proszę Koleżeństwa, Luśka (Janina Jaroszyńska). Popularną pozycją były parodie, w których specjalizowali się Andrzej Dyszak, Tadeusz Ross i Waldemar Ochnia. Stałym punktem programu był także skecz oparty na dynamice nauczyciel – uczennica, zatytułowany Rolska do tablicy, w różnych wariantach, np. Marszelówna do tablicy lub Brusikiewicz do tablicy – w roli profesora występował prowadzący program. Mile widzianym elementem była domieszka piosenek nawiązujących do warszawskiego folkloru w wykonaniu Stanisława Grzesiuka, czy Jaremy Stępowskiego lub parodii wiejskiej mentalności w interpretacji Kazimierza Grześkowiaka. Dla kontrastu włączano także piosenki z repertuaru operetkowego.

## Audycja w Radiu Wolna Europa
Alternatywna wersja Podwieczorku przy mikrofonie, tworzona przez Wiktora Budzyńskiego i Jana Markowskiego, nadawana była z Monachium, na antenie Rozgłośni Polskiej Radia Wolna Europa. Występowali tam między innymi Wacław Modrzeński, Józef Winawer, Janina Katelbach-Starzyńska, Irena Broniecka-Radwańska, Karol Dorwski i Teresa Nowakowska. Audycje emitowane w latach 1955–1956 miały po 40 min. i rozpoczynały się fragmentem piosenki Trzymajmy się, nie dajmy się.

## Wykonawcy
1. Jerzy Bielenia
2. Hanka Bielicka[1]
3. Marcin Bronikowski
4. Kazimierz Brusikiewicz[1]
5. Andrzej Bychowski
6. Tadeusz Chyła
7. Andrzej Dyszak
8. Filipinki
9. Anna German[1]
10. Marian Glinka
11. Bolesław Gromnicki
12. Stanisław Grzesiuk
13. Wacław Jankowski[1]
14. Janina Jaroszyńska
15. Elżbieta Jodłowska
16. Marian Jonkajtys
17. Cezary Julski
18. Stenia Kozłowska
19. Halina Kunicka
20. Zbigniew Kurtycz i Barbara Dunin[9]
21. Irena Kwiatkowska[10]
22. Bohdan Łazuka
23. Ludmiła Łączyńska
24. Barbara Marszel
25. Wojciech Młynarski
26. Barbara Muszyńska
27. Jerzy Ofierski[1]
28. Mieczysław Pawlikowski[11]
29. Wanda Polańska
30. Joanna Rawik
31. Hanna Rek
32. Rena Rolska[1]
33. Kazimierz Rudzki
34. Andrzej Rumian[1]
35. Irena Santor[12]
36. Janusz Żełobowski
37. Julian Sztatler
38. Marzena Weselińska
39. Zenon Wiktorczyk[4]
40. Stefan Witas
41. Mieczysław Wojnicki
42. Tadeusz Woźniakowski
43. Lidia Wysocka
44. Marian Załucki
45. Saturnin Żórawski